# Norwegian Air Argentina
Norwegian Air International je argentinská letecká společnost patřící pod Norwegian Air Shuttle. Společnost byla založena v lednu roku 2017 a provozuje společnost Boeing 737-800 s základnami v Buenos Aires a Córdoba. Všechna letadla jsou registrována v Argentině.